# Kurt Bittel
Kurt Bittel (5 juli 1907 - 30 januari 1991, beide in Heidenheim an der Brenz) was een Duits prehistoricus. Als president van het Duitse Archeologische Instituut (DAI) en opgraver van de Hettitische koningsstad Hattuša in Turkije, maar ook als deskundige ten aanzien van de Kelten in Midden-Europa verwierf hij groot aanzien.

## Leven en werken
Op dertienjarige leeftijd ondernam Bittel, geholpen door zijn drie jaar jongere broer Heinz, zijn eerste opgraving bij een grafheuvel bij Oggenhausen.
Later studeerde hij in Heidelberg, Wenen, Berlijn und Marburg. In 1930, 23 jaar oud, promoveerde hij onder Gero von Merhart op het onderwerp Kelten in Württemberg. In 1930/31 verkreeg hij een beurs van het DAI die hem in staat stelde naar Hattuša te reizen. Van 1930 tot 1932 werkte hij aan opgravingen in Egypte. Vanaf 1931 kreeg hij een betrekking bij de afdelingen in Caïro en Istanboel, en in de herfst van 1933 werd hij 'referent' bij het Deutsches Archäologisches Institut Istanbul bij Martin Schede. Van 1931 tot 1977 was Bittel de leider van de opgravingen in de Hettitische hoofdstad , Hattuša. Hij werd daarin opgevolgd door Peter Neve die lang met hem samengewerkt had. Op 1 oktober 1937 trad Bittel toe tot de NSDAP (Lid nummer 4.457.046). In 1938 werd hij de eerste directeur van de afdeling Istanboel van het DAI. Van 1942 tot 1944 werkte Bittel aan de Universiteit Istanboel als lector. Begin augustus 1944 werden de diplomatieke betrekkingen tussen Turkije en het Derde Rijk verbroken. Daarop werd de DAI-afdeling gesloten en Bittel moest, zoals alle andere Duitsers het land uit.
In 1946 werd Bittel hoogleraar aan de Universiteit Tübingen. Van daaruit begon hij in 1950 samen met Adolf Rieth en Wolfgang Kimmig aan opgravingen in Heuneburg. In 1951 keerde hij terug naar Turkije, opnieuw als directeur van de afdeling Istanboel van het DAI. Hij was daar tot 1960 ook gastdocent aan de universiteit van Istanboel.. In 1952 ontdekte hij Daskyleion bij Bandırma. Van 1960 tot 1972 was hij president van het DAI. Vanaf 1972 was hij lid van de Heidelberger Akademie der Wissenschaften. Op 30 januari 1991 stierf Bittel in zijn geboortestad Heidenheim, die hem eerder het ereburgerschap verleend had.
Sinds 1989 verleent de stad Heidenheim de Kurt-Bittel-Preis für Süddeutsche Altertumskunde, een prijs die iedere twee jaar uitgereikt wordt voor bijzondere prestaties op het gebied van de prehistorie en vroege historie van het zuiden van Duitsland.
- Bibsys: 90310696
- Bibliothèque nationale de France: cb11892152j (data)
- Catàleg d'autoritats de noms i títols de Catalunya: 981058517743906706
- CiNii: DA02030986
- Gemeinsame Normdatei: 118663569
- International Standard Name Identifier: 0000 0001 0892 5815
- Library of Congress Control Number: n50011965
- Nationale Bibliotheek van Letland: 000039623
- Bibliotheek van het Japanse parlement: 00463311
- Nationale Bibliotheek van Tsjechië: jx20041201012
- Nationale bibliotheek van Australië: 35018981
- Nationale Bibliotheek van Israël: 987007258720905171
- Nationale Bibliotheek van Polen: a0000001819300
- Nederlandse Thesaurus van Auteursnamen: 068829566
- Réseau des bibliothèques de Suisse occidentale: 02-A005679440
- LIBRIS: 311604
- Système universitaire de documentation: 026730030
- Semantic Scholar: 104254449
- Trove: 793344
- Virtual International Authority File: 44295588
- WorldCat: E39PBJgmQy8JVWKrWppyMDjXBP